# Макурино (Кемеровская область)
Макурино — деревня в Юргинском районе Кемеровской области России. Входит в состав Зеледеевского сельского поселения.

## География
Деревня находится в северо-западной части области, преимущественно на правом берегу реки Малая Чёрная, на расстоянии примерно 34 километров (по прямой) к северо-северо-западу (NNW) от районного центра города Юрга. Абсолютная высота — 135 метров над уровнем моря.
Часовой пояс
Деревня Макурино, как и вся Кемеровская область, находится в часовой зоне МСК+4. Смещение применяемого времени относительно UTC составляет +7:00.

## История
В 1911 году в деревне, входившей в состав Варюхинской волости Томского уезда, имелось 66 дворов и проживало 374 человека (184 мужчины и 190 женщин). Действовали три торговых заведения.
По данным 1926 года имелось 112 хозяйств и проживало 475 человек (в основном — русские). Функционировала лавка общества потребителей. В административном отношении деревня входила в состав Кожевниковского сельсовета Болотнинского района Томского округа Сибирского края.

## Население
| 2010 |
| ---- |
| 373  |

Половой состав
По данным Всероссийской переписи населения 2010 года в гендерной структуре населения мужчины составляли 46,6 %, женщины — соответственно 53,4 %.
Национальный состав
Согласно результатам переписи 2002 года, в национальной структуре населения русские составляли 86 % из 444 чел.

## Улицы
Уличная сеть деревни состоит из пяти улиц.